# Liste des primats de l'Église malabare indépendante
Liste des primats de l'Église malabare indépendante

## Métropolites
- Kattumangattu Abraham Mar Koorilose I (1771-1802)
- Kattumangattu Geevarghese Mar Koorilose II (1802-1807)
- Cheeran Skaria Mar Philexenos I (1807-1811)
- Kidanagan Geevarghese Mar Philexenos II (1811-1829)
- Koothoor Geevarghese Mar Koorilose III (1829-1856)
- Alathoor Panakkal Joseph Mar Koorilose IV (1856-1888)
- Maliyekkal Joseph Mar Athanasios I (1888-1898)
- Karumamkuzhi Geevarghese Mar Koorilose V (1898-1935)
- Koothoor Kuriakose Mar Koorilose VI (1935-1947)
- Cheeran Geevarghese Mar Koorilose VII (1948-1967)
- Ayyamkulangara Paulose Mar Philexenos III (1967-1977)
- Koothoor Mathew Mar Koorilose VIII (1978-1986)
- Alathoor Panakkal Joseph Mar Koorilose IX (1986-2014[1])
- Ramban Cyril Mar Baselios I (2014-présent)